# Łotwa na Letnich Igrzyskach Paraolimpijskich 2012
Łotwę na Letnich Igrzyskach Paraolimpijskich 2012 w Londynie reprezentowało ośmioro sportowców – sześciu mężczyzn i dwie kobiety. Był to szósty występ reprezentacji Łotwy na letnich igrzyskach paraolimpijskich (po startach w 1992, 1996, 2000, 2004 i 2008). 
Reprezentanci Łotwy zdobyli dwa medale – jeden złoty i jeden srebrny. Dało im to 47. miejsce w klasyfikacji medalowej.

## Zdobyte medale
| Medal  | Zawodnik      | Dyscyplina    | Konkurencja              |
| ------ | ------------- | ------------- | ------------------------ |
| Złoto  | Aigars Apinis | Lekkoatletyka | pchnięcie kulą (F52-F53) |
| Srebro | Aigars Apinis | Lekkoatletyka | rzut dyskiem (F51-F53)   |

## Wyniki

### Jeżdziectwo

#### Mężczyźni
| Zawodnik       | Konkurencja                 | Wynik  | Pozycja | Źródło |
| -------------- | --------------------------- | ------ | ------- | ------ |
| Rihards Snikus | test mistrzowski – klasa Ia | 70,400 | 4       | [ 3 ]  |
| Rihards Snikus | test dowolny – klasa Ia     | 72,050 | 6       | [ 4 ]  |

### Lekkoatletyka

#### Mężczyźni
Konkurencje biegowe
| Zawodnik       | Konkurencja            | Eliminacje | Eliminacje | Finał    | Finał   | Źródło |
| Zawodnik       | Konkurencja            | Rezultat   | Miejsce    | Rezultat | Miejsce | Źródło |
| -------------- | ---------------------- | ---------- | ---------- | -------- | ------- | ------ |
| Edgars Kļaviņš | bieg na 200 metrów T13 | 24,35      | 6          | NQ       | NQ      | [ 5 ]  |

Konkurencje techniczne
| Zawodnik        | Konkurencja            | Finał               | Finał   | Źródło |
| Zawodnik        | Konkurencja            | Rezultat            | Miejsce | Źródło |
| --------------- | ---------------------- | ------------------- | ------- | ------ |
| Aigars Apinis   | rzut dyskiem F51-F53   | 21,00 m (1010 pkt.) | srebro  | [ 6 ]  |
| Aigars Apinis   | pchnięcie kulą F52-F53 | 10,23 m (1039 pkt.) | złoto   | [ 7 ]  |
| Edgars Kļaviņš  | skok w dal F13         | 5,57 m              | 13      | [ 8 ]  |
| Andis Ozolnieks | pchnięcie kulą F46     | 13,45 m             | 7       | [ 9 ]  |
| Dmitrijs Silovs | skok w dal F37-F38     | 5,29 m (847 pkt.)   | 9       | [ 10 ] |

#### Kobiety
Konkurencje techniczne
| Zawodnik      | Konkurencja        | Finał             | Finał   | Źródło |
| Zawodnik      | Konkurencja        | Rezultat          | Miejsce | Źródło |
| ------------- | ------------------ | ----------------- | ------- | ------ |
| Liene Gruzīte | skok w dal F37-F38 | 3,40 m (733 pkt.) | 12      | [ 11 ] |
| Liene Gruzīte | pchnięcie kulą F37 | 7,83 m            | 10      | [ 12 ] |
| Taiga Kantāne | rzut dyskiem F37   | 23,94 m           | 9       | [ 13 ] |
| Taiga Kantāne | pchnięcie kulą F37 | 9,21 m            | 8       | [ 12 ] |

### Pływanie

#### Mężczyźni
| Zawodniczka     | Konkurencja                       | Eliminacje | Eliminacje | Finał    | Finał   | Źródło |
| Zawodniczka     | Konkurencja                       | Rezultat   | Miejsce    | Rezultat | Miejsce | Źródło |
| --------------- | --------------------------------- | ---------- | ---------- | -------- | ------- | ------ |
| Jānis Plotnieks | 100 metrów stylem grzbietowym S10 | 1:03,82    | 4          | 1:04,00  | 8       | [ 14 ] |